# Johnny Trash
Johnny Trash, artiestennaam van Koen Verbeek (Leuven, 16 september 1971), is een  Vlaams stand-upcomedian. Hij combineert stand-upcomedy met grappige liedjes. Hij werd bekend door zijn deelname aan Belgium's Got Talent in 2013.

## Carrière
Verbeek begon zijn carrière als drummer bij Sin Alley, samen met gitarist Ruben Block. Later speelde hij ook bij Runnin' Wild, Los Fabulous Frankies, Hetten Des, Donkey Diesel en Crystal & Runnin' Wild.
Hij was ook de drijvende kracht achter The Legendary Johnny Trash Revue, waarbij verschillende bv's hem vervoegden op het podium om een ode te brengen aan onder anderen Buddy Holly en Elvis Presley.
In december 2009 begon hij aan een comedycarrière, nadat hij samen met Bart Cannaerts en Lies Lefever had deelgenomen aan het Sinterklaasfeest van Café The Joker in Antwerpen.

## Wedstrijden
Johnny Trash
- Cabaret Concours Vlaanderen 2011 - finalist[13]
- Humo's Comedy Cup 2013 - halvefinalist
- Belgium's Got Talent 2013 - 3e plaats

Crystal & Runnin' Wild
- Hard Rock Rising/Global Battle Of Bands 2013 - Winnaar België[14]
- Humo's Rock Rally 2014 - kwartfinalist[15]

## Discografie
| Soort     | Jaar | Uitvoerder             | Titel                     | Platenmaatschappij       | Functie              |
| --------- | ---- | ---------------------- | ------------------------- | ------------------------ | -------------------- |
| Single    | 1993 | Sin Alley              | Let's Dance               | Demolition Derby Records | Drummer              |
| Cd        | 1995 | Sin Alley              | Headin' For Vegas         | Count Orlock Records     | Drummer              |
| Lp        | 1995 | Sin Alley              | Headin' For Vegas         | Nitro! Records           | Drummer              |
| Cd        | 1998 | Los Fabulous Frankies  | The Full Franky           | Part Records             | Percussionist-zanger |
| Single    | 1999 | Runnin' Wild           | Killer Tacos Stomp        | El Toro Records          | Drummer-zanger       |
| 10"-ep    | 2000 | Runnin' Wild           | I'm A Lover Not A Fighter | El Toro Records          | Drummer-zanger       |
| Cd        | 2002 | Runnin' Wild           | Killer Taco Stomp         | El Toro Records          | Drummer-zanger       |
| Cd        | 2003 | Runnin' Wild           | Dig That Nylon            | Part Records             | Drummer-zanger       |
| Cd-single | 2004 | Hètten Dès             | Ace Of Spades             | Drunkabilly Records      | Zanger               |
| Cd        | 2005 | Hètten Dès             | Cowboys Con Cojones       | Drunkabilly Records      | Zanger               |
| Lp        | 2005 | Donkey Diesel          | Donkey Diesel's Charm     | Lowlands Records         | Drummer              |
| Cd        | 2008 | Runnin' Wild           | I Dressed In Black Today  | Drunkabilly Records      | Drummer-zanger       |
| Cd        | 2013 | Crystal & Runnin' Wild | Crystal & Runnin' Wild    | Backline Records         | Drummer-zanger       |
| Cd        | 2015 | Crystal & Runnin' Wild | Good Taste In Bad Friends | Rhythm Bomb Records      | Drummer-zanger       |
| Cd        | 2016 | Johnny Trash           | Niet Enkel Schoonheid     | Mottow Soundz Records    | Zanger               |
| Single    | 2017 | Crystal & Runnin' Wild | Already Damned            | Rhythm Bomb Records      | Drummer-zanger       |
| Cd        | 2018 | Crystal & Runnin' Wild | The Midnight Creature     | Rhythm Bomb Records      | Drummer-zanger       |